# Exsicator

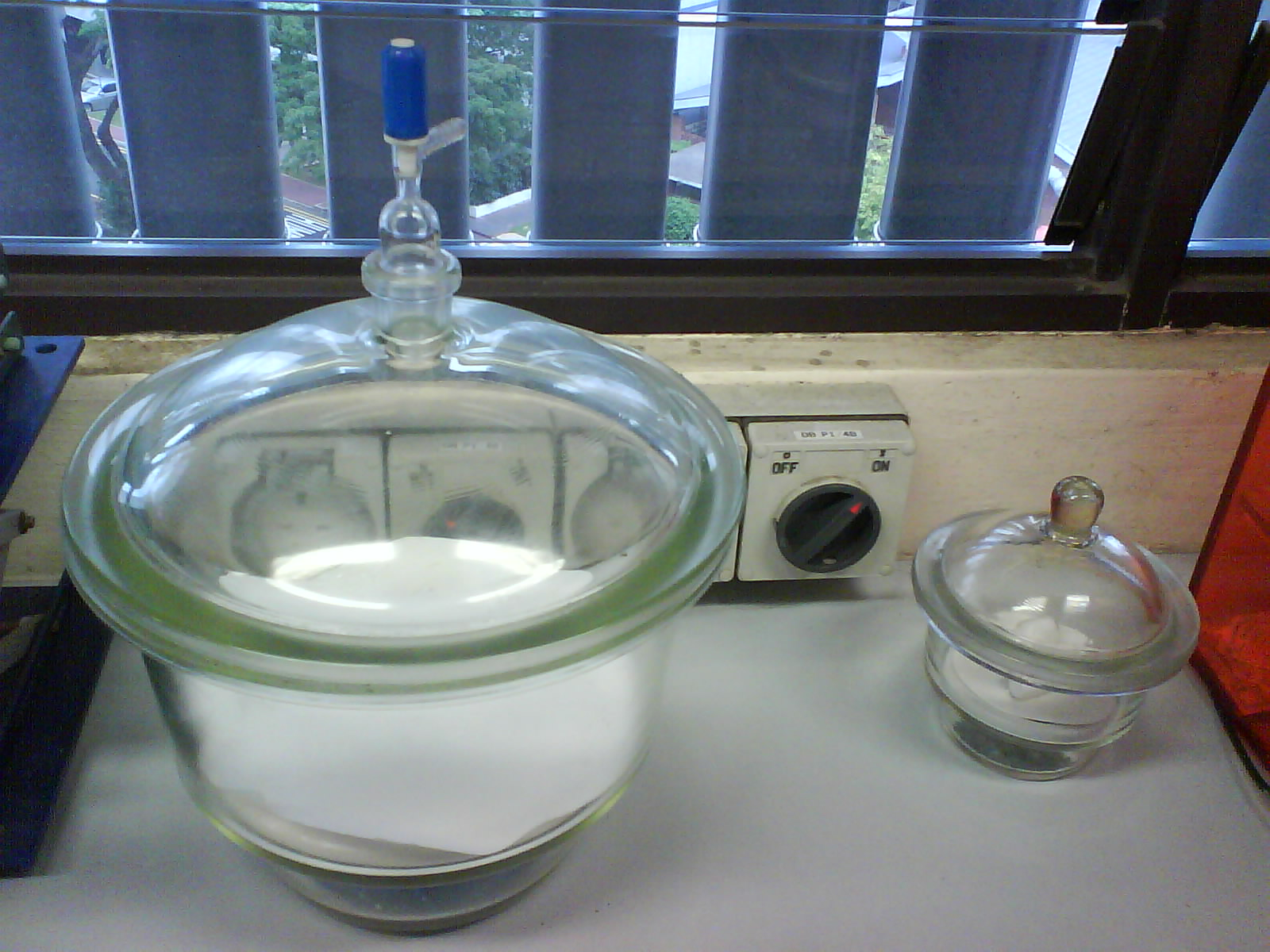
Un exsicator cu vid (dreapta) și unul simplu (stânga)

Un exsicator (câteodată denumit și desicator) este un aparat fabricat din sticlă, folosit în laborator pentru uscarea lentă sau păstrarea în stare uscată a substanțelor. În interiorul exsicatorului se plasează adesea compuși higroscopici care au rolul de a absorbi sau de a reține apa atmosferică. Exemple de astfel de compuși folosiți pentru desicare sunt: clorura de calciu, acidul sulfuric concentrat, anhidrida fosforică, etc.